# Osteiner
L'osteiner est un cépage de cuve allemand de raisins blancs.

## Origine et répartition géographique
Le cépage est une obtention de Heinrich Birk dans l'institut Institut für Rebenzüchtung und Rebenveredlung der Hessischen Forschungsanstalt für Weinbau, Gartenbau, Getränketechnologie und Landespflege à Geisenheim (Forschungsanstalt Geisenheim). L'origine génétique est vérifiée et c'est un croisement des cépages riesling x sylvaner réalisé en 1929. Le cépage est autorisé dans de nombreux Länder en Allemagne ou il ne couvre que 4 à 5 hectares. 
Il est un peu cultivé en Nouvelle-Zélande.
Le nom est un hommage au comte d'Ostein, qui fit construire divers bâtiments horticoles à l'institut à Geisenheim.

## Caractères ampélographiques
- Extrémité du jeune rameau cotonneux, blanc à liseré carminé.
- Jeunes feuilles duveteuses, jaunâtres.
- Feuilles adultes, à 5 lobes avec des sinus supérieurs profonds en lyre fermée, un sinus pétiolaire en V ou à bords superposés, des dents ogivales, larges.

## Aptitudes culturales
La maturité est de deuxième époque hâtive: 10 jours après le chasselas.

## Potentiel technologique
Les grappes et les baies sont de taille moyenne. La grappe est conique et compacte. Le cépage donne un vin blanc sec et fruité mais à acidité très élevée.

## Synonymes
L'  osteiner est connu sous le nom de Gm 9-97